# Шерстньов Олексій Дмитрович
Олексі́й Дми́трович Шерстньо́в — солдат Збройних сил України, учасник російсько-української війни. 
Народився в сім'ї військового і з дитинства мріяв служити в армії. У віці 20 років переїхав до Товмачика. Коли розпочалася війна, в 2014 році пішов воювати добровольцем. Після звільнення з 79-ї окремої десантно-штурмової бригади підписав контракт з 10 ОГШБ. Одружений. Має сина.

## Нагороди
За особисту мужність і героїзм, виявлені у захисті державного суверенітету та територіальної цілісності України, вірність військовій присязі під час російсько-української війни нагороджений
- орденом «За мужність» III ступеня (4.12.2014)